# NFL Films
NFL Productions LLC, operante come NFL Films, è la società di produzione cinematografica e televisiva della National Football League (NFL). Produce spot pubblicitari, programmi televisivi, lungometraggi e documentari per e sulla NFL, nonché altri importanti eventi e spettacoli non correlati al football americano.
Fondata come Blair Motion Pictures da Ed Sabol nel 1962 e gestita da suo figlio Steve Sabol fino alla sua morte, produce la maggior parte dei contenuti filmati e videoregistrati della NFL tranne la trasmissione in diretta delle gare, che viene gestita separatamente dalle singole reti televisive. NFL Films ha sede a Mount Laurel, nel New Jersey.

## Storia
Ed Sabol, veterano della seconda guerra mondiale, tornato negli Stati Uniti si mise a lavorare nel settore della vendita di soprabiti mentre nel tempo libero si dilettava a riprendere le partite di football americano del figlio Steve alla scuola superiore, usando una cinepresa ricevuta come regalo di nozze. Ispirato da ciò, Sabol fondò insieme al figlio Steve una piccola compagnia cinematografica chiamata Blair Motion Pictures, dal nome di sua figlia Blair.
Nel 1962 Sabol vinse la gara per i diritti di ripresa della finale del campionato NFL con un'offerta di 3.000 dollari, cifra doppia rispetto a quella ricevuta dalla NFL l'anno precedente.  Le riprese effettuate di quella partita impressionarono l'allora commissario della NFL Pete Rozelle che propose nel 1964 ai proprietari delle squadre della NFL di rilevare la società di Sabol. Tale proposta fu accolta solo l'anno successivo, nel 1965, con la società ribattezzata in NFL Films ed Ed Sabol presidente e con il figlio Steve principale produttore.
Sabol ricevette 12.000 dollari in seed capital da ciascuno dei 14 proprietari della NFL per filmare tutte le partite della NFL e produrre un film annuale riassuntivo dei momenti salienti per ogni squadra. Dal 1968 la NFL Films, come parte dell'accordo della fusione AFL-NFL, cominciò a coprire anche le gare dell'American Football League sotto una nuova divisione denominata "AFL Films", che era semplicemente una normale troupe della NFL Films che indossava però giacche differenti per placare i lealisti dell'AFL.
Nel 1985 Ed lasciò il posto al figlio Steve come presidente della NFL Films. Nel 2011 Ed Sabol fu inserito nella Pro Football Hall of Fame per il suo fondamentale contributo nella crescita della National Football League, mentre Steve entrò nella Hall of Fame nel 2021.

## Stile
Le produzioni della NFL Films seguono degli schemi ben determinati, con una telecamera interamente dedicata alle riprese al rallentatore, i microfoni installati a bordo campo per registrare i suoni della partita e dello stadio e i discorsi di allenatori e arbitri, musiche orchestrali solenni e profonde e potenti voci narranti con timbro baritonale.
Immagini, parole e musica sono utilizzate per rendere il racconto delle partite e della stagione di football americano delle opere epiche, solenni e celebrative.

### Voci narranti
In genere i narratori che hanno lavorato per la NFL Films nel corso degli anni erano noti annunciatori come Jefferson Kaye, Harry Kalas, John Facenda, Andy Musser, Jack Whitaker, William Woodson e l'attuale Scott Graham.
A volte inoltre furono utilizzati personaggi famosi del mondo dello spettacolo, come Burt Lancaster (film della stagione 1969), Charlton Heston, Mel Blanc, Burl Ives (stagione 1971 dei Washington Redkins) Orson Welles, Vincent Price, Martin Sheen, Laurence Fishburne, Alec Baldwin, Bruce Willis, Gene Hackman, Ed Harris e J.K. Simmons (stagione 2007 dei New England Patriots 2007).
Per i film sull'annata della singola squadra furono occasionalmente scelte come narratori tifosi vip o personalità coinvolte nella squadra in questione: l'attore ed ex giocatore dei Raiders Carl Weathers narrò le stagioni 1985, 2000 e 2001 degli Oakland Raiders, l'ex giocatore Frank Gifford ha narrato periodicamente le stagione dei New York Giants fino alla sua morte nel 2015 mentre il suo ex compagno di squadra dei Giants Pat Summerall ha narrato film per molte squadre fino alla sua morte nel 2013. Gil Santos, telecronista dei New England Patriots, ha narrato i film delle stagioni 1974, 1976 e 1978 della squadra, mentre per i New Orleans Saints dal 1967 al 1979 ci fu Don Criqui, telecronista della CBS, e i radiocronisti Al Wester e Wayne Mack.
Spesso nei film per raccontare le giocate più importanti o spettacolari sono utilizzati i commenti dei radiocronisti della squadra che sono in genere più entusiastici rispetto a quelli delle reti televisive.

### Riprese video
Il modo con cui la NFL Films racconta l'annata è stato chiamato stretto sulla spirale in riferimento alla frequente ripresa del pallone che ruota mentre viaggia dalla mano del quarterback al ricevitore. In questo tipo di ripresa viene mostrato inizialmente il quarterback mentre lancia la palla, poi l'inquadratura si stringe sulla palla che viaggia in aria mentre ruota su se stessa ed infine, quando comincia a scendere, l'inquadratura si allarga di nuovo per mostrare la presa del ricevitore. 
Sono inoltre utilizzate diverse angolazioni, con una particolare enfasi sui primi piani dei giocatori mostrati così ad una velocità maggiore rispetto a quella in tempo reale. Si fa infine ampio uso di riprese di giocatori e allenatori negli spogliatoi nel dopo partita.

### Colonna sonora
Le immagini e il racconto sono accompagnati da colonne sonore di una vasta gamma di musicisti, in particolare Sam Spence, Johnny Pearson (il cui "Heavy Action" è diventato il tema del Monday Night Football), Frank Rothman, Ralph Dollimore, Udi Harpaz, Malcolm Lockyer, Jan Stoeckart (sotto i suoi vari nomi d'arte come Jack Trombey), Peter Reno, Paul Lewis, Prameela Tomashek, Dave Robidoux e Tom Hedden. Tra i brani più famosi dei film prodotti dalla NFL Films c'è "The Autumn Wind" del 1974 adottato poi come inno ufficiale degli Oakland Raiders.

### Critiche
Il critico di Salon.com Matt Zoller Seitz ha definito la NFL Films "la più grande macchina di pubbliche relazioni interna nella storia degli sport professionistici...un vestito che potrebbe far sembrare anche un noioso punto morto tanto importante quanto la battaglia per l'Alamo", mentre per Sports Illustrated è "l'organo di propaganda più efficace nella storia delle aziende americane".

### Parodie
Lo stile distintivo di NFL Films è stato parodiato in numerosi spot pubblicitari, soprattutto in quelli trasmessi durante il Super Bowl e altre partite della NFL, tra cui quelli di Sprint Nextel e Burger King.

## Influenza
L'importanza della NFL Films non è da ricercare nel suo impatto economico: nel 2002 il suo fatturato annuo era dell'ordine dei 50 milioni di dollari ma di fatto insignificante rispetto alla cifra che la NFL guadagnava nel medesimo periodo dalla commercializzazione delle dirette delle partite alla reti televisive nazionali, che si aggirava sui 18 miliardi di dollari.
In realtà la rilevanza della NFL Films è da ricercare nella capacità dei suoi prodotti di "vendere la NFL" e quindi di invogliare le persone a seguire il campionato. Questa è considerata da molti una delle principali ragioni che hanno permesso alla NFL di diventare la lega sportiva con maggior seguito negli USA e di conseguenza con i maggiori introiti.

## Produzioni

### Film riassuntivi della stagione
NFL Films produce per ogni stagione un film riassuntivo della stagione della NFL appena disputata più uno specifico per ogni squadra del campionato. Se una squadra ha avuto un buon anno, il film spesso si crogiola in ogni vittoria, superando o saltando del tutto le sconfitte durante la stagione. Al contrario, se una squadra ha avuto una stagione negativa, il film evidenzia i momenti salienti cercando di mostrare la squadra sotto una buona luce, per quanto difficile possa essere. Le sconfitte e le brutte giocate vengono opportunamente non raccontate lasciando spazio ai momenti di successo, seppur limitati.
Questo è da molti criticato perché uno spettatore che visiona solo il film non può effettivamente rendersi sempre conto di quanto la squadra possa avere avuto una stagione negativa. La maggior parte dei film si conclude ritraendo le squadre con ottimismo per la prossima stagione, speranze fondate o meno.

### Programmi televisivi
Nel corso degli anni la NFL Films ha prodotto tutta una serie di programmi televisivi. Tra i principali:
- All or Nothing (2016-presente) prodotta per Amazon Prime Video in ogni stagione la serie segue una squadra diversa della NFL. Dal 2018 la serie include anche squadre di altri sport (calcio, rugby, hockey).
- A Football Life (2011-presente) prodotta per NFL Network è una serie di documentari sui grandi personaggi della NFL.
- NFL Matchups (2001-presente) prodotto per la ESPN è una trasmissione settimanale che presenta e analizza le partite da giocare del turno settimanale.
- Hard Knocks (2001-presente) prodotta per la HBO è una delle serie più popolari in cui ogni anno viene seguita una squadra della NFL nel suo percorso di preparazione in vista della nuova stagione.
- Peyton's Place (2018-presente) prodotta per la ESPN+ vede l'ex quarterback Peyton Manning intervistare giocatori, allenatori e celebrità.
- Good Morning Football (2016-presente) prodotta della mattina della NFL Network viene trasmesso dalla sede della NFL Films.
- NFL Icons (2017-presente) prodotta per Epix, canale streaming della MGM, è una serie di docu-fiction sui grandi personaggi della NFL.[14]
- NFL Films Presents (1967-presente) è utilizzata per quelle produzioni che non si adattano perfettamente a una serie esistente.
- NFL Turning Points (2011-presente) prodotta per Hulu racconta i punti di svolta nelle carriere dei grandi giocatori o della stagione di una squadra.
- NFL Game Day (2006-presente) mostra gli highlight delle partite appena giocate.
- NFL Total Access (2003-presente) della NFL Network, e trasmesso anche da Sky Sports, utilizza materiale della NFL Films.
- NFL Greatest Moments descrive in dettaglio le giocate più famose dagli anni '60 al 2000.
- Lost Treasures (1999-2003) utilizza vecchi filmati della NFL Films che in precedenza non erano mai stati mostrati in televisione per far conoscere meglio giocatori, allenatori e arbitri del passato.[15]
- NFL Game of the Week (1965-2007) proponeva una partita della stagione regolata giocata la settimana precedente.[16]
- Dal 2019 NFL Films ha anche un canale dedicato su Pluto TV.[17]
- La NFL FIlms ha contribuito per i documentari della serie 30 per 30 della ESPN.
- Inside the NFL (1977-presente) programma andato in onda prima sulla HBO, poi dal 2008 su Showtime e dal 2021 su Paramount+ utilizza i momenti salienti delle partite di NFL Films.
- Nel 2009 la NFL Films, in occasione della celebrazione del 50º anniversario della American Football League, ha anche prodotto per Showtime la miniserie in cinque parti Full Color Football: The History of the American Football League.
- Nella serie Football Follies (1968-2011) venivano mostrati i momenti più divertenti e esilaranti: giocate sbagliate, fumble, passaggi sbilenchi, deviati o rimbalzati, scivolate, cadute, formazioni sbagliate, errori grossolani, ecc.

### Album musicali
- Music from National Football League Films (1970)
- NFL Country (1996)
- The Power and the Glory: The Original Music & Voices of NFL Films (1998)
- Autumn Thunder: 40 Years of NFL Films Music (2004)

### NFL Network
Nel 2003, anche su iniziativa di Steve Sabol, la NFL lanciò la NFL Network canale televisivo della lega per il quale la NFL Films produce spot, programmi e fornisce documentari e da accesso alla sua libreria video, così molti resoconti delle partite proposti dalla rete hanno il classico stile della NFL Films, con le azioni a rallentatore, i suoni della partita, i discorsi a bordocampo. Si stima che la NFL Films fornisca circa 4.000 ore all'anno tra highlight e replay.

## Produzioni non legate alla NFL
La NFL Films si è avventurata anche nella produzione di altri prodotti non connessi con la NFL o con il football americano, come ad esempio: 
- Nel 1972 documentò il massacro delle Olimpiadi di Monaco per conto di un programma della NBC.
- Nel 1983 ha prodotto il video del singolo di successo dei Journey "Faithfully".
- Nel 2008 NFL Films ha lavorato con il gruppo Volkswagen per realizzare il film/documentario Truth in 24 in cui racconta, nel suo modo caratteristico e con la voce dell'attore Jason Statham, la partecipazione dell'Audi alla 24 Ore di Le Mans.[18]
- La NFL Films ha anche realizzato film sulle squadre di football di importanti college come la Colorado State University: il film del 1977 utilizzava la canzone di John Denver "Rocky Mountain High" e una cover strumentale della canzone dei Beatles "Tell Me What You See", nonché i contributi di ex alunni e membri della squadra approdati poi nella NFL come Bill Larson dei Lions, Bill Kennedy dei Colts, Kevin McClain dei Rams e Greg Stamrick degli Oilers.
- La NFL Films inoltre svolge il ruolo di supporto per altri eventi sportivi importanti, come ad esempio le finali della Stanley Cup della NHL (collaborando con la NHL Original Productions), le finali della NBA (con la NBA Entertainment) e le World Series della MLB (con la MLB Productions).[9]

### Collaborazioni cinematografiche
Le capacità della NFL Films di effettuare riprese in ambito sportivo e il suo ampio repertorio sono stati utilizzati in svariati produzioni cinematografiche come Imbattibile (2006), Jerry Maguire (1996), Rudy - Il successo di un sogno (1993), The Waterboy (1998), Un amore, una vita (1988), Campioni di guai (1991), Harry, ti presento Sally... (1989), Black Sunday (1977), Un gioco da duri (1977), Paper Lion (1961), Lombardi (2010) e La canzone di Brian (1971).

## Riconoscimenti
Al 2022 la NFL Films ha vinto complessivamente 136 Emmy Awards per le trasmissioni sportive.

## NFL Films Lab

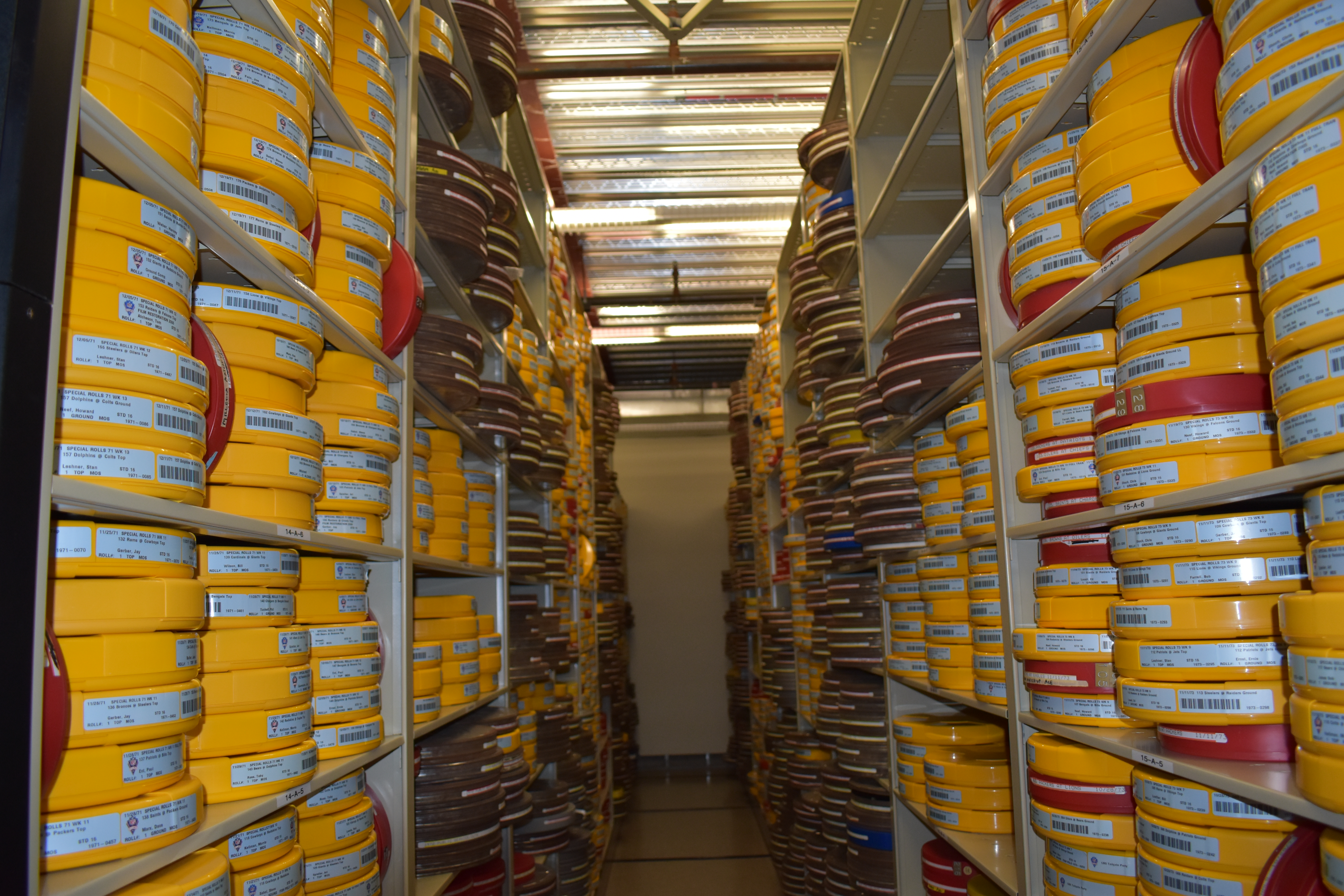
Il caveau della NFL Films dove vengono conservati tutti i film prodotti e le pellicole originali

NFL Films gestisce il proprio laboratorio interno di elaborazione dei negativi a colori da 16 mm e 35 mm. Ciò consente di riportare immediatamente il film girato a ogni partita alla struttura di Mount Laurel e di elaborarlo immediatamente in modo da dare al team di produzione il tempo massimo per produrre i suoi spettacoli settimanali. Il laboratorio è aperto al pubblico per poter sviluppare i propri filmati.
Il laboratorio è stato spostato tre volte nel corso della storia della società: all'inizio si trovava in un edificio accanto alla sede originale a Philadelphia per poi essere spostato, con l'intera azienda, a Mount Laurel in una sede che poi è stata cambiata, seguendo l'ingrandimento dell'azienda, e spostata nel parco industriale sempre di Mount Laurel. Il laboratorio è in un edificio di due piani con pareti di vetro che consentono ai visitatori degli uffici di vedere il funzionamento interno dell'intero processo di lavorazione.
NFL Films Lab si è anche dotata di un caveau dove vengono archiviate e mantenute tutte le pellicole e i filmati prodotti: contenente oltre 100 anni ininterrotti di filmati di football, il caveau ospita tutti i film che NFL Films ha girato o acquisito da altre fonti nella sua intera storia. Anche se tutto il materiale è stato riconvertito in formato digitale ad alta risoluzione, le pellicole originali sono comunque conservate.

### La storia della NFL
Le produzioni della NFL Films hanno consentito di conservare le immagini delle partite della NFL dagli anni '60, in un'epoca in cui gli eventi sportivi venivano trasmessi in diretta senza alcuna registrazione o, quando registrati per essere trasmessi in differita, le pellicole venivano distrutte oppure riciclate per un uso successivo, pratica che perdurò almeno fino al 1978. Così senza la NFL Films non ci sarebbero i filmati di moltissime partite, come ad esempio dei primi Super Bowl. 
Per altre leghe sportive invece, che non avevano una risorsa equivalente alla NFL Films, non si hanno registrazioni di alcune gare, anche importanti, fino agli anni '70, come per la Major League Baseball in cui sono mancanti molte partite delle World Series antecedenti al 1975.

## Galleria video
- (EN) NFL, A Football Life - The Beginning of NFL Films, su YouTube, 2015.
- (EN) NFL Films, The Los Angeles Rams Become World Champions (2021), su YouTube, 2021.
- (EN) NFL Films, Super Bowl III Highlights (1969), su YouTube, 2022.